# 社會大眾黨
社會大眾黨（日语：〔〕／ Shakai Taishūtō）是日本昭和初年的社會民主主義無產政黨。社會大眾黨由社會民眾黨與全國勞農大眾黨於1932年（昭和七年）7月24日合併而成，其中後者又由全國大眾黨與勞農黨於1931年（昭和六年）7月合併而成。社會大眾黨的黨報為《社會大眾新聞》。社會大眾黨起初沿襲社會民眾黨的“三反主義”綱領（即反資本主義、反共主義、反法西斯主義），但由麻生久領導的原勞農黨派系逐漸使社會大眾黨倒向軍部，而1938年（昭和十三年）的黨大會更以極權主義的新黨綱取代原有黨綱。1940年（昭和十五年）7月6日，社會大眾黨因參與由近衛文麿領導的新體制運動而解散。

## 歷史
九一八事變（日本稱“滿洲事變”）後，日本國內陷入侵略主義狂熱，而原本參與無產政治運動的赤松克麿與松谷與二郎更倒向国家社会主义。為免日本左派遭孤立，由安部磯雄領導的社會民眾黨與由麻生久領導的全國勞農大眾黨於1932年（昭和七年）7月24日合併為社會大眾黨，希望以政黨合併的方式克服左派所面對的政治危機，其中全國勞農大眾黨又由全國大眾黨與勞農黨於1931年（昭和六年）7月合併而成。其中，由麻生久領導、與軍部幕僚層結盟的原勞農黨派系在奪取社會大眾黨的領導權後於1934年（昭和九年）與1936年（昭和十一年）分別公開支持大日本帝國陸軍在《國防之本義及其強化之提倡》小冊子中主張的“廣義國防論”與二二六事件。
由於社會大眾黨是日本當時惟一的大眾無產政黨，社會大眾黨獲得希望制衡法西斯主義影響力的選民的支持，並因而得以在1937年（昭和十二年）舉行的眾議院選舉中取得37個眾議院議席。雖然日本國內的左翼工会等期望社會大眾黨成為反法西斯人民陣線的主體，但社會大眾黨未有接受此提議，更在日本二度侵華後明確表示將配合戰爭，並在當年11月的黨大會議決否定阶级斗争且驅逐一切參與人民陣線的黨員，以及在1938年（昭和十三年）的黨大會確立極權主義的新黨綱。1939年（昭和十四年），社會大眾黨一度試圖與右翼國家社會主義政黨東方會合併為「極權主義單一國民政黨」（全体主義単一国民政党），但以失敗告終。1940年（昭和十五年），斋藤隆夫發表反军演说，並因此遭眾議院動議除名，而包括安部磯雄、西尾末廣、片山哲、水谷長三郎與鈴木文治等10名議員均反對該除名動議，其中水谷長三郎因而遭開除黨籍。同年7月6日，社會大眾黨因參與近衛文麿領導的新體制運動而率先解散。

## 政治立場
社會大眾黨在合併初期屬於社會民主主義無產政黨，沿襲社會民眾黨的「三反主義」綱領（即反資本主義、反共主義、反法西斯主義），在反對共产主义的同時亦與國家社會主義劃清界綫，惟值得注意的是社會大眾黨並不反戰。其中，由麻生久領導的原勞農黨派系為奪取社會大眾黨的領導權，不惜與軍部幕僚層結盟，並將之視為「革新勢力」。社會大眾黨也因原勞農黨派系奪權而在1937年（昭和十二年）11月的黨大會議決否定阶级斗争且驅逐一切參與人民陣線的黨員，並在1938年（昭和十三年）的黨大會確立極權主義的新黨綱，使社會大眾黨在後來徹底倒向極權主義。

## 眾議院選舉結果
以下資料均出自日本眾議院與參議院聯合主編的《議會制度百年史—院內會派編眾議院之部》（議会制度百年史—院内会派編衆議院の部）。:372, 399, 413
| 選舉年 | 得票    | 得票率（%） | 議席     | 議席變化 |
| ------ | ------- | ----------- | -------- | -------- |
| 1936   | 518,844 | 4.66        | 18 / 466 | ▲ 13     |
| 1937   | 928,934 | 9.10        | 37 / 466 | ▲ 19     |